# Ki Bo-bae
Ki Bo-bae (n. 20 februarie 1988, Anyang, Coreea de Sud) este o arcașă ce a reprezentat Coreea de Sud, medaliată olimpică. A participat la 2 ediții ale Jocurilor Olimpice (2012, 2016) în care a câștigat 3 medalii de aur și o medalie de bronz.